# Hal Foster (Kunsthistoriker)

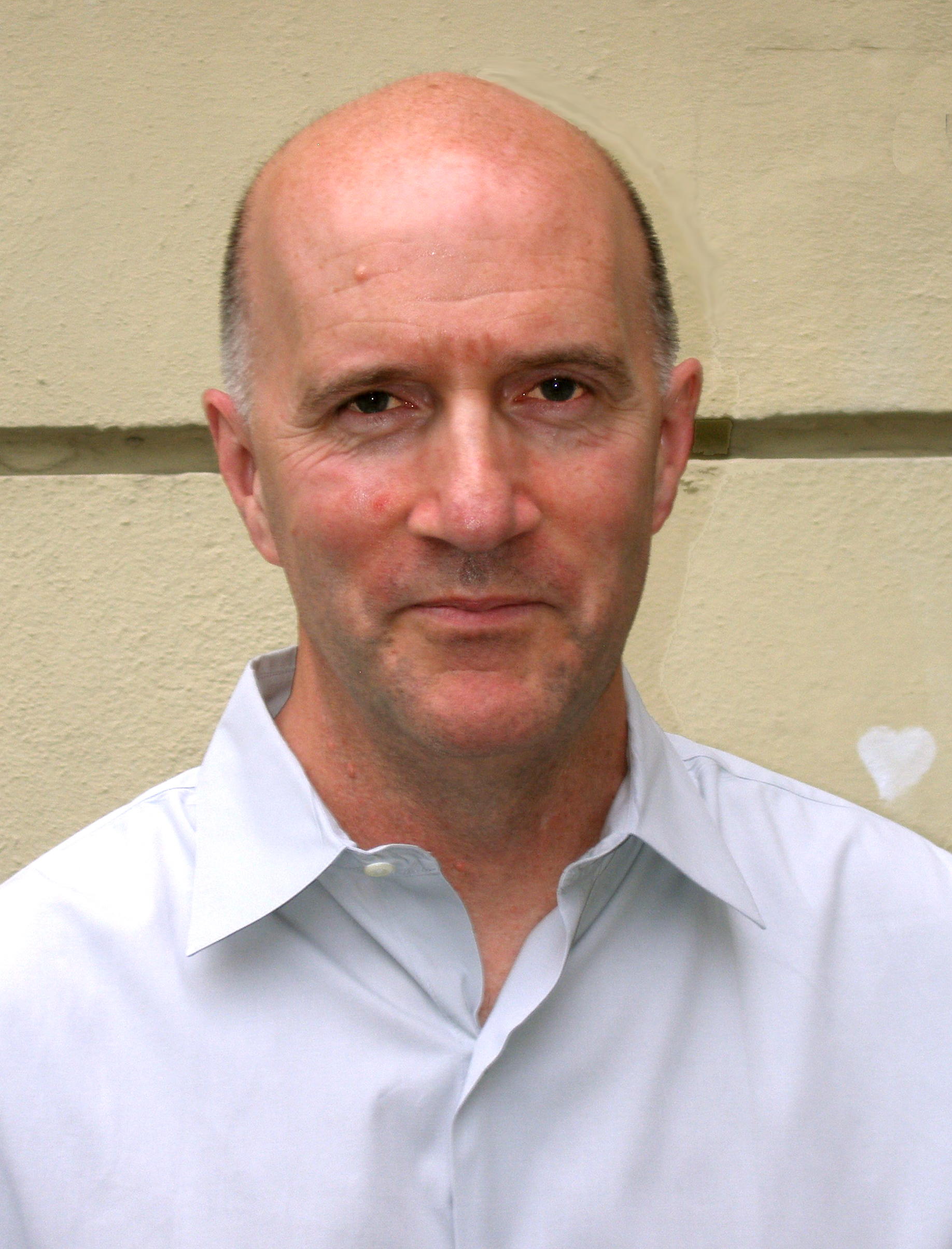
Hal Foster in der Städelschule, Frankfurt am Main, 2010

Hal Foster (* 13. August 1955 in Seattle) ist ein amerikanischer Kunsthistoriker, Publizist und Kunstkritiker. Er ist Lehrstuhlinhaber für Kunstgeschichte und Archäologie an der Princeton University in New Jersey.

## Werdegang
Foster war Sohn eines gutsituierten Rechtsanwalts und besuchte eine Privatschule in Seattle. Zu seinen Mitschülern gehörte Bill Gates. Er studierte ab 1977 englische Literatur und Kunstgeschichte an der Princeton University (Bachelor of Arts (B. A.) mit Magna cum laude) und machte 1979 an der Columbia University seinen Master of Arts (M.A.) in englischer Literatur. 1990 wurde er an der City University of New York in Kunstgeschichte promoviert.

## Wirken
Von 1987 bis 1991 war Foster Direktor für kritische und kuratorische Studien im Whitney Independent Study Program des Whitney Museum of American Art in New York. Von 1991 bis 1993 hatte er eine Dozentur für Kunstgeschichte und vergleichende Literatur an der Cornell University in Ithaca (New York) und 1996 eine Gastprofessur für Kunstgeschichte an der University of California in Berkeley.
1997 wurde er als Professor für Kunstgeschichte und Archäologie an die Princeton University berufen. Er hielt Vorlesung und Seminare in Moderner und zeitgenössischer Kunst und Kunsttheorie. Seit 2000 hat er dort den Lehrstuhl Townsend Martin Professor of Art and Archaeology inne.
Er ist unter anderen mit Benjamin Buchloh und Rosalind Krauss, bei der er promovierte, Mitherausgeber der in der MIT-Press erscheinenden Kunstzeitschrift October. Foster schreibt regelmäßig Kunstkritiken und Literaturbesprechungen für Artforum und The London Review of Books. Er ist Mitglied der American Academy of Arts and Sciences (2010).
Hal Foster war im Frühjahr 2011 Fellow an der American Academy in Berlin.

## Schriften
- The Art-Architecture Complex. Verso Book, New York / London, 2011, ISBN 978-1-84467-689-7.
- Pop Art. Phaidon Press, London 2005, ISBN 0-7148-4363-6.
- mit Rosalind Krauss, Yve-Alain Bois und Benjamin Buchloh: Art Since 1900: Modernism, Anti-Modernism, Postmodernism. Thames & Hudson, London 2004, ISBN 0-500-23818-9.
- Prosthetic gods. MIT Press, Cambridge (Massachusetts), 2004, ISBN 0-262-06242-9.
- als Hrsg.: Richard Serra. MIT Press, 2000, ISBN 0-262-56130-1.
- Design and Crime (and Other Diatribes). Verso, London 2003, ISBN 1-85984-453-7.